# Трам-та-ра-ра-ра-рам
«Трам-та-ра-ра-ра-рам» — первый музыкальный альбом группы «Кузя УО и Христосы на паперти».

## Об альбоме
Альбом записан Кузей Уо частично у себя дома, частично — дома у Манагера. Записан был в 1989 году (кроме песни «Чёрное дерево» — в декабре 1988 — январе 1989). Переиздан в 1996, 2013 и 2019.
По мнению Егора Летова, близкого друга Костантина Рябинова (настоящее имя Кузи Уо), альбом «имеет крайне циничный, нетривиальный и попросту — небывалый характер».
В журнале Fuzz отметили экспериментальный характер записи, представляющей собой переложенные на музыку тексты Рябинова, которые входили в сборник «Русское поле экспериментов». Надежда Кашликова отметила, что «используемые не по назначению выразительные средства не способствуют осмыслению его [Кузи Уо] стихов», обратив внимание на шумный аккомпанемент барабанов и гитары, граничащий то с хардкор-панком, то трэш-металом и авангардной музыкой. Денис Ступников (Km.ru) указал на низкое качество записи и её концептуальный характер: «голосом Манагер совершенно не владел, зато пел настолько самозабвенно, что порою на концертах напрочь забывал о дыхании и впадал в прострацию».

## Список композиций
Слова и музыка всех песен — Константин Рябинов.
| №   | Название                      | Длительность |
| --- | ----------------------------- | ------------ |
| 1.  | «Несу На Ногах Свою Жизнь»    | 0:22         |
| 2.  | «Коран»                       | 1:59         |
| 3.  | «Шрак»                        | 1:04         |
| 4.  | «Кунгур»                      | 1:45         |
| 5.  | «Берущему Давая Дающего Давя» | 0:31         |
| 6.  | «Карум»                       | 0:38         |
| 7.  | «Трам-та-ра-ра-рам»           | 3:09         |
| 8.  | «Карум II»                    | 2:02         |
| 9.  | «Западно-сибирский Диван»     | 5:13         |
| 10. | «Ё-моё»                       | 2:50         |
| 11. | «Чёрное Дерево»               | 8:23         |